# Uniwersytet Ludowy w Zbroszy Dużej
Uniwersytet Ludowy w Zbroszy Dużej – nielegalnie działająca w latach 1978–1980 inicjatywa oświatowa w Zbroszy Dużej.
Zbrosza Duża, wieś położona około 65 km na południe od Warszawy, była w latach 70. XX wieku miejscem dużej aktywności społecznej dzięki batalii stoczonej przez tamtejszą ludność pod kierunkiem ks. Czesława Sadłowskiego. Starania miejscowej społeczności dotyczyły pozwolenia na budowę kościoła we wsi i zakończyły się konsekrowaniem świątyni w 1974 roku. Wiosną 1977 roku mieszkańcy Zbroszy i okolic nawiązali kontakty z Komitetem Obrony Robotników. Zawiązano też Komitet Samoobrony Chłopskiej Ziemi Grójeckiej.
Na jednym ze spotkań Komitetu, w wyniku inicjatywy ks. Czesława Sadłowskiego oraz Wiesława Kęcika w Zbroszy Dużej uruchomiono w październiku 1978 roku (wg innych źródeł: 3 lutego 1979 roku albo w marcu 1979 roku) cykl wykładów dla okolicznej ludności i przyjezdnych, zwany Uniwersytetem Ludowym.
Łącznie przeprowadzono około 80 wykładów, były organizowane w piątki wieczorem, początkowo w rytmie comiesięcznym. Wykładano m.in. socjologię, ekonomię, historię Polski i świata, a nawet teologię. Prowadzono też kurs na temat środków masowego przekazu i poligrafii oraz kurs dziennikarski. Wykładowcami byli m.in.: Jacek Kuroń, Wiesław Kęcik, Marzena Górszczyk-Kęcik, Zbigniew Romaszewski i Mirosław Chojecki
Komitet Samoobrony Chłopskiej Ziemi Grójeckiej, Uniwersytet Ludowy, czasopismo „Placówka” i inne inicjatywy powstającego ruchu chłopskiego stały się źródłem doświadczeń organizacyjnych i edukacyjnych przy tworzeniu i rozwoju reprezentacji zawodowej rolników w czasie legalnej działalności NSZZ „Solidarność”, a także w działalności podziemnej po wprowadzeniu stanu wojennego w 1981 roku.